# 아카데미상 최고 기록 목록

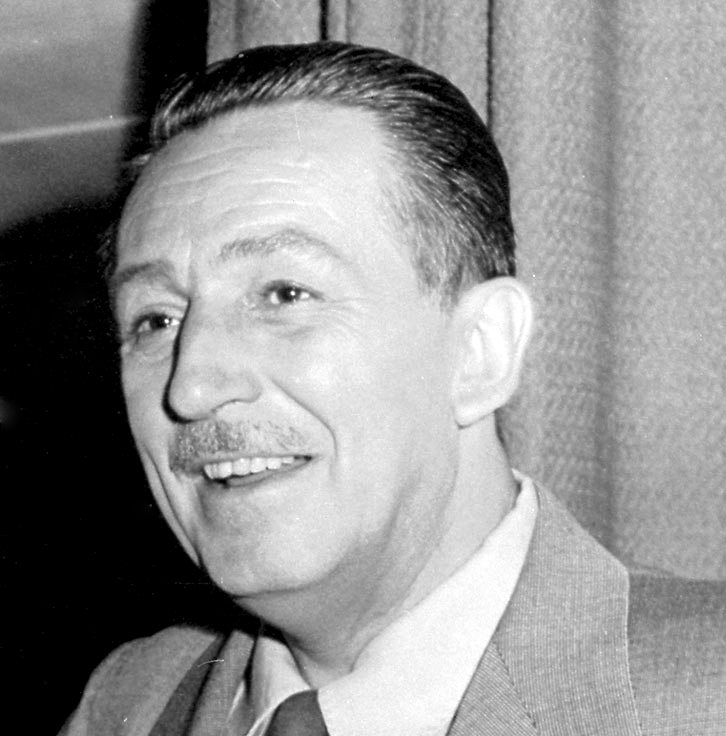
아카데미상 최다 수상 기록 보유자 월트 디즈니

다음 목록은 아카데미상의 최고 기록을 작성한 목록이다. 다음 목록의 기준은 2012년 2월 26일에 열렸던 제84회 아카데미상을 기준으로 삼는다.

## 최다 수상 기록
- 최다 수상 영화
  - 11개 부문에서 수상한 영화로 총 3편이 있다.
    - 《벤허》 (1959) - 전체 15개 부문, 12개 부문 후보지명
    - 《타이타닉》 (1997) - 전체 17개 부문, 14개 부문 후보지명
    - 《반지의 제왕: 왕의 귀환》 (2003) - 전체 17개 부문, 11개 부문 후보지명

- 가장 많은 부문 후보에 오른 영화
  - 14개 부문에서 후보에 오른 영화로 총 3편이 있다.
    - 《이브의 모든 것》 (1950) – 전체 16개 부문, 6개 부문 수상
    - 《타이타닉》 (1997) – 전체 17개 부문, 11개 부문 수상
    - 《라라랜드》 (2016) – 전체 17개 부문, 6개 부문 수상

- 후보에 오른 모든 부문에서 수상한 영화
  - 《반지의 제왕: 왕의 귀환》 (2003)은 후보에 오른 11개 부문에서 모두 수상하였다 (작품상, 감독상, 각색상, 주제가상, 음악상, 음향효과상, 미술상, 분장상, 의상상, 편집상, 시각효과상).

- 최다 수상자 (남자)
  - 월트 디즈니 - 22회 수상

- 최다 수상자 (여자)
  - 에디스 헤드 - 의상상 8회 수상

- 한해 최다 후보자
  - 1954년 월트 디즈니가 6개 부문 후보로 올라 4개를 수상하면서 한 해 최다 후보자, 한 해 최다 수상자 기록을 동시에 기록했다.
- 한해 최다 수상한 개인
  - 1954년 월트 디즈니가 4개를 수상하였다. (단편만화상, 단편다큐멘터리상, 다큐멘터리상, 라이브엑션상)
  - 2025년 숀 베이커가 4개 수상으로 동률을 이루었다. (작품상, 감독상, 각본상, 편집상), (본인이 직접 각본 집필 및 편집하였다.)

- 가장 많이 감독상을 받은 수상자
  - 존 포드 - 4개 수상

- 가장 많은 주연/조연상을 받은 수상자
  - 캐서린 헵번 - 4개 여우주연상 수상

## 주요 5개 부분 수상
주요 5개 부문(작품, 남우주연, 여우주연, 각본/각색, 감독)을 수상한 3편의 작품이있다.
- 《어느 날 밤에 생긴 일》 (1934)
- 《뻐꾸기 둥지 위로 날아간 새》 (1975)
- 《양들의 침묵》 (1991)

## 연속 수상 기록

### 남우주연상
- 스펜서 트레이시 - 《소년과 바다》, 《보이스 타운》
- 톰 행크스 - 《필라델피아》, 《포레스트 검프》

### 여우주연상
- 루이즈 라이너 - 《위대한 지그펠드》, 《대지》
- 캐서린 헵번 - 《초대받지 않은 손님》, 《겨울의 사자》

### 작품상
- 데이비드 O. 셀즈닉 - 《바람과 함께 사라지다》, 《레베카》

### 촬영상
- 에마누엘 루베스키 - 《버드맨》, 《그래비티》, 《레버넌트: 죽음에서 돌아온 자》

## 같이 보기
- 아카데미상
- 그래미상, 아카데미상, 에미상, 토니상 수상자 목록